# Oxira fragaria
Oxira fragaria là một loài bướm đêm trong họ Noctuidae.